# Picea koyamae
Picea koyamae là một loài thực vật hạt trần trong họ Thông. Loài này được Shiras. miêu tả khoa học đầu tiên năm 1913.